# Jake Garber
Pour les articles homonymes, voir Garber.
Jake Garber, né le 16 avril 1965  à Saint Paul dans le Minnesota (États-Unis), est un maquilleur américain qui a œuvré pour plus de 140 films et émissions de télévision. Il a également joué dans huit films et séries.
Il est connu pour son travail sur des films tels que Django Unchained et Star Trek : Premier Contact et, à la télévision,  Star Trek: Voyager, Firefly, The Walking Dead et The X-Files.

## Filmographie

### Comme maquilleur
- 1997 : Star Trek : Premier Contact
- 2003/2004 : Kill Bill (effets spéciaux de maquillage)
- 2004 : Hellboy (maquillage de Ron Perlman)
- 2012 : Django Unchained

### Comme acteur
- 2007 : Planète Terreur : Sicko (non crédité)
- 2009 : Inglourious Basterds : un soldat allemand (non crédité)
- 2012 : Django Unchained : le tracker Jake
- 2012 : L'Homme aux poings de fer de RZA : Jake
- 2012 : The Walking Dead, épisode 18 Miles Out : Walker (non crédité) (série télévisée)

## Prix et distinctions
- 1997 : 69e Cérémonie des Oscars : nomination pour l'Oscar du meilleur maquillage pour Star Trek : Premier Contact
- 2005 : Saturn Awards : meilleur maquillage (avec Matt Rose et Mike Elizalde)